# Parafia św. Sebastiana w Strzelcach Wielkich
Parafia św. Sebastiana w Strzelcach Wielkich – parafia rzymskokatolicka, znajdująca się w diecezji tarnowskiej, w dekanacie Uście Solne. 

## Historia
Parafia w Strzelcach Wielkich została wydzielona z parafii w Witowie. Erygował ją 11 października 1617 roku bp Marcin Szyszkowski, z inicjatywy dziedzica Andrzeja Gawrońskiego Rawy, który ufundował też pierwszy kościół pod wezwaniem św. Fabiana i św. Sebastiana. Konsekrował go bp Tomasz Oborski. Była to budowla drewniana i położona nad brzegiem Wisły. Przed 1727 rokiem dobudowano do kościoła kaplice Mariacką. Kościół ten uległ zniszczeniu lub został rozebrany. 
Obecny drewniany kościół św. Sebastiana zbudowano w latach 1784–1785 na miejscu poprzedniego. Konsekrowany był przez bp Jana Duvalla. Kościół był remontowany w latach 1892–1894 oraz w 1936 roku. W 1957 roku został powiększony m.in. poprzez przedłużenie nawy przybudówek według projektu architekta Piotra Krakowskiego, przy pracach tych czynni byli cieśle Jan i Andrzej Solakowie.
W 1999 roku Jan Paweł II poświęcił kamień węgielny pod budowę nowego kościoła. Budowę świątyni ukończono w 2005 roku, 17 lipca 2005 nowo wybudowany kościół poświęcił bp Wiktor Skworc. 12 sierpnia 2012 świątynia została ogłoszona Sanktuarium Matki Bożej Szkaplerznej.